# 劉震 (1970年)
劉震，JP（1970年12月4日—），現任文化體育及旅遊局副局長，曾任財經事務及庫務局副秘書長。

## 背景
劉震在1977年至1982年間轉讀中華基督教會基灣小學，1982年至1988年入讀皇仁書院，然後於1988年至1992年間在香港中文大學修讀工商管理學士學位，在校期間曾於1991年獲得尤德爵士基金獎學金。他於1992年加入政務職系，任職政務總署東區助理政務主任，2021年晉升為首長級乙一級政務官。他曾在多個決策局及部門服務，包括於行政長官辦公室、前環境食物局，以及前環境運輸及工務局服務。他於2012年至2015年出任工業貿易署副署長。2022年7月出任文化體育及旅遊局副局長。